# Odolo
Odolo es una localidad y común italiana de la provincia de Brescia, región de Lombardía, con 1.994 habitantes.

## Evolución demográfica
| Gráfica de evolución demográfica de Odolo entre 1861 y 2001 |
|                                                             |
| Fuente ISTAT - elaboración gráfica de Wikipedia             |